# Faida dei Babenberg
La faida dei Babenberg fu una disputa all'inizio del X secolo tra le stirpi dei Popponidi (detti anche Vecchi Babenberg o Babenberg franconi) e dei Corradinidi nella regione del Medio Meno. Il risultato della faida - alimentata e controllata dal potere della corona - fu la perdita del potere in Franconia per i Babenberg e, indirettamente, la conquista del trono del regno dei Franchi Orientali da parte dei Corradinidi.

## I contendenti
Da una parte c'erano i Babenberg franconi, che alla fine del IX secolo erano tra i partigiani del re Carlo il Grosso, che nell'880 aveva affidato il margraviato di Turingia a uno di loro, Poppo. Gli esponenti dei Babenberg erano i figli del fratello di Poppo, Enrico, che negli ultimi anni della sua vita fu chiamato marchio (margravio) e dux (duca) e cadde nell'assedio di Parigi dell'886 in battaglia contro i Normanni. Essi furono:
- Adalberto
- Adalardo
- Enrico (II)

Tra i loro alleati potrebbe esserci stato il duca sassone Ottone l'Illustre della stirpe dei Liudolfingi, la cui moglie Edvige era la sorella dei tre.
Dall'altra parte c'erano i Corradinidi, quattro fratelli, probabilmente figli del conte Udo di Lahngau, il cui primogenito, Corrado, è indicato come il nepos del re dei Franchi Orientali Arnolfo di Carinzia. Erano ovviamente parenti, se non i più stretti, di Arnolfo, che si era fortemente appoggiato a loro nella sua lotta contro Carlo il Grosso e quindi anche contro i Babenberg, e in questo contesto, oltre alla base di potere in Assia, gli diedero la supremazia in Turingia (dove però non riuscirono ad affermarsi contro i Liudolfingi) e nella Franconia principale (Mainfranken). Dopo la morte di Arnolfo nell'899, i Corradinidi, unici parenti del nuovo re Ludovico IV, furono la Sippe dominante dell'Impero. I quattro fratelli erano:
- Corrado il Vecchio, dall'886 conte di Oberlahngau, dall'892 margravio in Turingia
- Eberardo, conte a Niederlahngau, dall'888 conte a Ortenau
- Gebeardo, dall'897 conte nell'alto Rheingau
- Rodolfo I, vescovo di Würzburg dall'892

## L'inizio della faida
Dopo la sua ascesa al potere nell'887, Arnolfo di Carinzia sottrasse gradualmente le contee ai Babenberg e cercò di indebolire i sostenitori del suo predecessore Carlo ovunque potesse. Allo stesso tempo, favorì la sua parentela corradinide, che fin dall'inizio aveva la missione e l'obiettivo di rompere definitivamente la posizione di potere dei Babenberg.
Nell'892 lo scontro raggiunse un primo culmine quando Arnolfo sostituì il Babenberg Poppo in Turingia con il corradinide Corrado e nominò il fratello di Corrado, Rodolfo, vescovo di Würzburg. Tuttavia, probabilmente ci vollero fino all'897 prima che la situazione degenerasse, e altri cinque anni (Arnolfo era morto nell'899 e suo figlio Ludovico era il nuovo re) prima che si verificasse il primo grande scontro.

## L'assedio del castello di Babenburg
Nel 902, i Corradinidi e i Babenberg si scontrarono per la prima volta in battaglia, presumibilmente in relazione all'assedio del castello di Babenburg (attorno al quale si sviluppò l'odierna Bamberga). Questa battaglia, vinta dai Corradinidi, si tradusse nella morte di tre dei sette partecipanti principali: Enrico cadde, Eberardo fu gravemente ferito e morì pochi giorni dopo, Adalardo perse l'occhio sinistro a causa di un colpo al volto, fu fatto prigioniero e successivamente decapitato da Gebeardo.
In un'assemblea imperiale tenutasi a Forchheim nel giugno del 903, la maggioranza dei grandi del regno presenti appoggiò i Corradinidi. Vennero confiscati i beni di Adalardo e Enrico, parte dei quali vennero donati da re Ludovico a Rodolfo di Würzburg, ma anche a Corrado e all'abbazia di Fulda.
Adalberto continuò la sua lotta, conquistò Würzburg con un alleato, il conte Egino di Badanachgau, cacciò il vescovo e riuscì a tenere la città fino alla fine della faida. Scacciò anche la vedova e i figli di Eberardo, cosicché la Franconia Orientale cadde in questo momento nelle mani di Adalberto, nonostante le decisioni di Forchheim. Stranamente, dall'anno 904 non si conosce alcuna reazione del re alle azioni di Adalberto. Solo nel 905, secondo gli Annales Alemannici, la corona sembra aver intrapreso delle azioni contro Adalberto, che tuttavia non sembrano essere state decisive.

## La battaglia di Fritzlar
Gebeardo era stato nominato governatore e duca in Lotaringia dal re nel 903. Lì riuscì ad affermarsi, pur non risiedendo in Lotaringia, ma restando quasi costantemente vicino al re (Königsnähe). Quando nel 906 scoppiò una rivolta contro di lui, affidò al nipote Corrado il Giovane il compito di combatterla, poiché la faida con i Babenberg stava entrando nella fase decisiva e la sua presenza in Franconia era necessaria.
Forse come reazione agli attacchi dell'anno 905, ma forse anche come reazione ad anni di inattività regia, forse anche in collusione e non solo per coincidenza con i Lotaringi, Adalberto invase i possedimenti dell'Assia di Corrado e Gebeardo all'inizio dell'anno. Il 27 febbraio si svolse la battaglia presso Fritzlar, che Regino di Prüm descrive come segue:
(Friedrich Kurze (Hrsg.): Reginonis abbatis Prumiensis Chronicon cum continuatione Treverensi (= Monumenta Germaniae historica. Scriptores rerum Germanicarum.). Hahn, Hannover 1890, p. 151 f., (diverse ristampe).)
Nonostante la convocazione, Adalberto si rifiutò di rispondere al re e si trincerò nel suo castello di Theres (oggi Obertheres vicino a Haßfurt), che riuscì a difendere con successo per un certo periodo dall'esercito reale guidato da Ludovico e comandato da Attone I, arcivescovo di Magonza. Quando il conte Egino, suo alleato, cambiò schieramento, intavolò trattative e alla fine si arrese in cambio della promessa di un salvacondotto. Tuttavia, fu arrestato - secondo Regino perché accusato dai suoi di aver solo finto la resa, ma secondo altre fonti dopo essere stato attirato in una trappola dall'arcivescovo Attone. Fu condannato come alto traditore e decapitato il 9 settembre 906.

## Conseguenze
Il vescovo Rodolfo di Würzburg cadde in Turingia il 3 agosto 908, Gebeardo nel giugno 910 contro i magiari vicino ad Augusta nella battaglia di Rednitz. Corrado il Giovane, l'unico corradinide sopravvissuto, divenne duca di Franconia nel 910 e re del regno dei Franchi Orientali come Corrado I nel novembre del 911. I Babenberg persero tutti i loro possedimenti e le loro cariche in Franconia e furono eliminati - presumibilmente solo temporaneamente, però, poiché il figlio di Adalberto, Enrico, è probabilmente il capostipite dei conti di Schweinfurt.